# 黃祥興
黃祥興（法語：Stefan Huynh，1978年9月22日—），原名「黃長興」，曾用藝名「黃致豪」，法籍香港男演員及主持。曾為無綫電視經理人合約藝員。

## 個人經歷

### 早年生活
黃祥興父母是越南華裔，他有一名兄長、一名胞弟和一名從事教育工作的胞妹。5歲時隨家人移居法國生活；小時候父母忙於跟柬埔寨華僑經營小型製衣廠生意，無暇理會子女，所以一邊與胞兄對抗校內種族歧視和照顧弟妹，一邊苦學法語。他曾在馬恩河畔謝內維埃就讀高中 Lycée Champlain，完成當地學士（主修國際營銷）課程便於國泰航空任職地勤人員，但不甘於法國生活太悠閒，故此2004年隻身遠赴香港發展，獲法國童裝連鎖店 Orchestra 聘用成為巿場拓展部主任，負責開拓上海、深圳及北京等地區業務。

### 演藝發展
2005年7月，黃祥興獲女同事支持，以玩票性質參加《香港先生選舉》，雖獲頒「最突出表現組別大獎」，卻被所屬「健力組」的鄭健樂擊敗，及後獲無綫電視主動邀請簽約，跟一線花旦郭羨妮合演劇集《滙通天下》，覺得很有新鮮感，遂答應成為旗下基本藝人合約藝員。他因其「半唐番」外型，甫出道就得到不少戲劇演出機會，比同屆香港先生冠軍高鈞賢還要多；其弟黃長發於《2006年度香港先生選舉》中取得冠軍。他加入娛樂圈僅兩年就獲提名2007年《第11屆萬千星輝頒獎典禮》「飛躍進步男藝員」，並進入最後四強的名單。
黃祥興近年成為無綫電視監製葉鎮輝的常用演員，但寧選擇安守本分當配角，都不想因擔演主角而錯過與家人相處的時間。2018年7月，他據有人說其本名「黃長興」對自身健康不好，故更名為「黃致豪」，但翌年4月再改名為「黃祥興」；2019年10月在停車場跌倒而令右邊鎖骨斷裂，手術後無大礙。2020年8月，他轉簽經理人合約。
2023年8月，他於社交媒體上宣佈離開無綫電視，結束雙方18年的賓主關係。

### 經營生意
曾赴巴黎生活過20年黃祥興曾在天后開設法國餐廳 A La Maison，餐廳分用餐區、酒吧區及貴賓房，菜式著重用料和以地道煮法炮製。2016年5月，他於中環元創方舉辦的第一屆「香港美食車嘉年華」期間開設 A la maison XXL Seafood & Grill，推介自家海鮮及燒烤餐廳的西班牙小食。同時間開設美食車的藝人包括鄭欣宜、李璨琛和游茛維。2020年2月，他在網上宣布結束法國餐廳，與朋友發展鮑參海味食物包及牛扒凍肉等生意。

## 感情生活
黃祥興曾與2003年度香港小姐冠軍曹敏莉傳出緋聞。2012年8月，他跟圈外女友 Peggy 在法國註冊結婚，2013年3月16日則在尖沙咀洲際酒店筵开35席補摆喜酒，結婚會場設計成充滿浪漫歐陸情調，布置以加拿大楓叶、單车、街灯柱及寫有新人名字的鐵閘。出席藝人包括：陳志雲、方中信、莫可欣、吳家樂、胡定欣、邵美琪及洪天明等。其妻於2014年5月10日經養和醫院剖腹誕下6.3磅女兒黃晞桐（Paige）；2016年5月17日再添一子黃子晉（Tristan）。二人現時育有一女及兩子。

## 演出作品

### 電視劇（無綫電視）
| 首播   | 劇名               | 角色                |
| 2006年 | 滙通天下           | 布仁巴圖            |
| 2006年 | 肥田囍事           | 相睇男士            |
| 2006年 | 賭場風雲           | 喬正初（青年）      |
| 2007年 | 同事三分親         | Tommy               |
| 2007年 | 學警出更           | 胡耀東              |
| 2007年 | 緣來自有機         | Paul                |
| 2007年 | 舞動全城           | 曹華倫（Wallace）   |
| 2007年 | 通天幹探           | 阿 添（Ada之男友）  |
| 2007年 | 兩妻時代           | 田 望               |
| 2008年 | 野蠻奶奶大戰戈師奶 | 程志尚（Ryan）      |
| 2008年 | 古靈精探           | 文 龍（Pierre）     |
| 2008年 | 金石良緣           | Chris               |
| 2008年 | 原來愛上賊         | 鄭 駒（第1集）      |
| 2008年 | 法證先鋒II         | 馬國宏（Ben）       |
| 2008年 | 甜言蜜語           | 張 俊（Herbert）    |
| 2008年 | Click入黃金屋      | 徐期浩              |
| 2009年 | 古靈精探B          | 文 龍（Pierre）     |
| 2009年 | 烈火雄心3          | Eric                |
| 2009年 | 有營煮婦           | 藍天翔（Daniel）    |
| 2009年 | 廉政行動2009       | Jason               |
| 2009年 | 美麗高解像         | 湯偉蒲（Tom Tom）   |
| 2009年 | 老友狗狗           | 岑祖榮（Wing）      |
| 2010年 | 談情說案           | Adrian              |
| 2010年 | 情越雙白線         | Andy                |
| 2010年 | 公主嫁到           | 祿東贊              |
| 2010年 | 讀心神探           | 黎進鴻（Donald）    |
| 2010年 | 刑警               | 蔣俊暉（Franky）    |
| 2011年 | 隔離七日情         | 周醫生              |
| 2011年 | 依家有喜           | Henry               |
| 2011年 | 你們我們他們       | 杜富衛（Ben）       |
| 2011年 | Only You 只有您    | 安子謙（Angus）     |
| 2011年 | 怒火街頭           | 程博謙（Victor）    |
| 2011年 | 真相               | Tony                |
| 2011年 | 紫禁驚雷           | 鍾太醫              |
| 2011年 | 結·分@謊情式       | 陳世紀（Simon）     |
| 2011年 | 法證先鋒III        | 胡啟仁（Alex）      |
| 2012年 | 4 In Love          | 劉彥瑋（Marcus）    |
| 2012年 | 盛世仁傑           | 武延明              |
| 2012年 | 怒火街頭2          | 程博謙（Victor）    |
| 2012年 | 名媛望族           | 霍力行              |
| 2013年 | 法網狙擊           | 張大偉（John）      |
| 2013年 | 仁心解碼II         | 周 生（第14、15集） |
| 2013年 | 熟男有惑           | 鍾定亨              |
| 2013年 | 衝上雲霄II         | 霍格志（Fergus）    |
| 2014年 | 守業者             | 張寶正              |
| 2014年 | 廉政行動2014       | 任仲佳（單元三）    |
| 2014年 | 點金勝手           | 梁耀威              |
| 2014年 | 我們的天空         | Andy                |
| 2014年 | 使徒行者           | 龐言廷              |
| 2014年 | 飛虎II             | 吳祖興（第8集）     |
| 2015年 | 四個女仔三個BAR    | Kelvin              |
| 2015年 | 以和為貴           | 溫少龍              |
| 2015年 | 實習天使           | 龍有生（青年）      |
| 2016年 | 末代御醫           | 吉 川               |
| 2016年 | 巨輪II             | 探 員               |
| 2017年 | 財神駕到           | 齊耀東              |
| 2017年 | 乘勝狙擊           | 吳世峰（收風）      |
| 2017年 | 我瞞結婚了         | 溫偉權              |
| 2017年 | 同盟               | 韋以強（George）    |
| 2017年 | 誇世代             | 佘燦森              |
| 2017年 | 溏心風暴3          | Joe Ma              |
| 2018年 | 逆緣               | 尚保羅（Paul）      |
| 2018年 | 棟仁的時光         | 張潮岸（戇爸）      |
| 2018年 | 愛·回家之開心速遞  | Duncan              |
| 2018年 | BB來了             | 李冠中（Frankie）   |
| 2018年 | 兄弟               | John Smith          |
| 2019年 | 十二傳說           | Pierre（第25集）    |
| 2019年 | 金宵大廈           | 賀世軒              |
| 2020年 | 法證先鋒IV         | 何志堯（Kelvin）    |
| 2020年 | 迷網               | 沈子浩（Michael）   |
| 2020年 | 踩過界II           | 吳叢奇（Smith）     |
| 2021年 | 把關者們           | 溫寶祺（溫Sir）     |
| 2023年 | 法言人             | 施耀興（Albert）    |
| 2024年 | 異空感應           | 彭至有              |
| 2025年 | 痞子無間道         | 馬百良              |

### 電視劇（邵氏兄弟）
| 首播   | 劇名           | 角色   |
| 2021年 | 飛虎之壯志英雄 | 李兆榮 |
| 2023年 | 廉政狙擊       | 蔡生   |

### 網絡劇
| 首播   | 劇名    | 角色   |
| 2020年 | 快樂520 | 朱如寶 |

### 電影
| 首映   | 電影名                     | 角色           |
| 2009年 | 紅夜（香港、法國聯合拍攝） | 粵劇小生       |
| 2010年 | 火龍                       | 陳 康          |
| 2011年 | 我愛香港                   | 1987年易世祖   |
| 2016年 | 使徒行者                   | 刑事情報科探員 |
| 2018年 | 葉問外傳：張天志           | 阿 明          |
| 2019年 | P風暴                      | Tony           |
| 2019年 | 使徒行者2：諜影行動        | 趙警官         |
| 2021年 | 逃獄兄弟                   | 鄒志榮         |
| 2022年 | 逃獄兄弟2                  | 鄒志榮         |
| 2022年 | 逃獄兄弟3                  | 鄒志榮         |

### 主持節目（無綫電視）
| 首播   | 節目名           | 備註                                             |
| 2007年 | 星級廚房         | 第314 - 326集；與黃長發                          |
| 2016年 | 湊仔攻略         | 與林盛斌及區永權                                 |
| 2018年 | 男神愛下廚       | 與蕭正楠；翡翠衛星台                             |
| 2019年 | 新春開運王       | 第四輯；與薛家燕、湯洛雯、麥玲玲、李丞責及李居明 |
| 2019年 | 韓味道4          | 與吳嘉熙；J2                                     |
| 2020年 | 天天開運王       | 與薛家燕、黎諾懿、麥玲玲、李丞責及陳定幫         |
| 2020年 | 開運王團年迎金鼠 | 與薛家燕、黎諾懿、林盛斌及安德尊                 |

### 綜藝節目（無綫電視）
| 首播   | 節目名                            | 備註                     |
| 2007年 | 博愛歡樂傳萬家                    | 演出「歲月的童話」舞台劇 |
| 2007年 | 最緊要進步                        | 第20集嘉賓               |
| 2007年 | 舞動奇跡                          | 第一季參賽者             |
| 2008年 | 娛樂直播                          | 5月16日嘉賓              |
| 2008年 | 亮相                              | 第27、28集打氣團         |
| 2009年 | 大咕窿                            | 第2輯 第13集嘉賓         |
| 2010年 | My Name Is 邦                     | 第136、137集嘉賓         |
| 2010年 | 鯉躍龍門迎新春                    | 演出嘉賓                 |
| 2010年 | 2010國泰航空新春國際匯演之夜      | 演出                     |
| 2010年 | 兄弟幫                            | 第171、172集嘉賓         |
| 2010年 | 千奇百趣Winter Fun                | 第13集嘉賓               |
| 2011年 | 姊妹淘                            | 第一輯 第7集嘉賓         |
| 2011年 | 怒食街頭                          | 第2集嘉賓                |
| 2011年 | 甜姐兒                            | 第18集嘉賓               |
| 2012年 | 迎海尋珍奪寶                      | 第1集嘉賓                |
| 2012年 | 千奇百趣東南亞                    | 第16集嘉賓               |
| 2013年 | Music Café                        | 第116集嘉賓              |
| 2013年 | 反斗紅星放暑假                    | 第2、4集嘉賓             |
| 2013年 | 千奇百趣玩FREE D                  | 第18集嘉賓               |
| 2014年 | 家家行運菜                        | 第13集嘉賓               |
| 2014年 | 我要做老闆                        | 第1集星級消費群          |
| 2014年 | 姊妹淘                            | 第四輯 第13、15集嘉賓    |
| 2015年 | 民峰而至                          | 第14集嘉賓               |
| 2015年 | 家家有喜事                        | 第5集嘉賓                |
| 2015年 | 姊妹淘                            | 第五輯 第137集嘉賓       |
| 2015年 | 精伶童學會                        | 第4集嘉賓                |
| 2016年 | 姊妹淘                            | 第五輯 第231、232集嘉賓  |
| 2016年 | 社企打工王                        | 第一輯 第2集嘉賓         |
| 2016年 | 夢想車華                          | 第1集嘉賓                |
| 2016年 | Sunday好戲王                      | 第7、25集嘉賓            |
| 2017年 | 2017國泰航空新春國際匯演之夜      | 演出                     |
| 2017年 | 全城躍動 第六屆全港運動會開幕典禮 | 演出嘉賓                 |
| 2017年 | 群星拱照Big Big Channel           | 嘉賓                     |
| 2018年 | 新春辦年貨                        | 第8集嘉賓                |
| 2018年 | 兄弟幫                            | 第2025、2026集嘉賓       |
| 2018年 | 搵食飯團                          | 3月5日嘉賓               |
| 2018年 | 1+1的深情                         | 第6集嘉賓                |
| 2018年 | 深夜美食團                        | 第10集嘉賓               |
| 2018年 | 兄弟大茶飯                        | 第1集嘉賓                |
| 2018年 | 2018年度香港小姐競選              | 星級評判團成員           |
| 2018年 | 萬千星輝賀台慶2018                | 演出                     |
| 2018年 | 今期流行                          | 第9集嘉賓                |
| 2019年 | 娛樂大家                          | 第二輯 第10集嘉賓        |
| 2019年 | 存款保障最安心                    | 飾演 波比                |
| 2020年 | 流行經典50年                      | 第9集嘉賓                |
| 2021年 | 天天開運王                        | 第二輯 第19集嘉賓        |
| 2021年 | 好聲好戲                          | 演出第19、20集           |
| 2021年 | 日日媽媽聲                        | 第9集嘉賓                |
| 2021年 | 明星運動會                        | 演出乒乓球項目           |
| 2021年 | 我要做業主2                       | 第5集嘉賓                |

### 音樂錄像
| 年份   | 歌名     | 歌手   | 備註     |
| 2006年 | 烏龜     | 張繼聰 | TVB 版本 |
| 2006年 | 忍無可忍 | 陳苑淇 | TVB 版本 |
| 2006年 | 招搖     | 葉佩雯 | TVB 版本 |
| 2007年 | 女人不笨 | 李惠敏 | TVB 版本 |
| 2007年 | 白日夢   | 蔣雅文 | TVB 版本 |
| 2008年 | 刻骨銘記 | 章霈迎 | TVB 版本 |
| 2008年 | 中華冷面 | 鄧麗欣 | TVB 版本 |
| 2008年 | 十七度   | 謝安琪 | TVB 版本 |

### 廣告
| 年份   | 產品                                                    |
| 2008年 | 意美廚「搪瓷煎鍋、鑄鋁鍋」（與黃長發）                  |
| 2018年 | 德國卡爾牌廚具「母親節之家常便飯 · 德國卡爾牌壓力煲」   |
| 2018年 | 德國卡爾牌廚具「『德國卡爾牌。我是小廚神』烹飪比賽」    |
| 2018年 | 德國卡爾牌廚具「體驗德國卡爾牌壓力煲 - 德國洋葱豬手篇」 |
| 2018年 | 加德士 × GODIVA「一代暖男 - 奢華品味禮券」              |
| 2018年 | 灣仔碼頭「夾級享受 - 黑松露鮮蝦雲吞」                   |
| 2018年 | 德國卡爾牌廚具「百年匠心 用愛傳承」                     |
| 2019年 | 本視力集團（馬來西亞）「Migu 智能低糖電飯煲」           |
| 2023年 | 馬百良「強身海狗丸」                                    |
| 2023年 | Return「肝機能再生配方」                                |
| 2023年 | Return「尿酸對策配方」                                  |

### 其他
| 年份   | 內容                     | 備註                                                                     |
| ？年   | 情定故鄉里               | 飾演 John                                                                |
| 2007年 | 第19屆CASH流行曲創作大賽 | 其與作曲人 Kenix Cheang 所演繹之歌曲〈水泡〉獲得「網上最受歡迎歌曲」獎項 |
| 2009年 | 温哥華華裔小姐競選       | 司儀                                                                     |

## 曾獲獎項與提名
| 年份   | 獎項                               | 結果 |
| 2005年 | 香港先生選舉「最突出表現組別大獎」 | 獲獎 |

## 外部連結
- 黃祥興的Facebook專頁
- 黃致豪 aka 黃長興 Stefan Wong的Facebook專頁
- 黃祥興的Instagram帳戶
- 黃祥興在香港影庫上的簡介
- 黃祥興在豆瓣上的资料（简体中文）
- 黄长兴在时光网上的簡介（简体中文）